# Hooray for Hollywood (single van The Star Sisters)
Hooray for Hollywood is een medley uit 1984 van The Star Sisters, de meidengroep die voortkwam uit het Stars on 45-project van Jaap Eggermont. De medley bestaat uit drie nummers uit het muziekgenre swing.
Het is de opvolger van het succesvolle debuut Stars on 45 proudly presents The Star Sisters. De single werd in meerdere landen in Europa uitgebracht en kwam in Nederland en België in de hitlijsten te terecht. Op de B-kant van de single staat Show business.

## Samenstelling
| Nr. | lied                                    | duur |
| --- | --------------------------------------- | ---- |
| 1.  | Hooray for Hollywood                    | 1:15 |
| 2.  | Hallelujah                              | 1:15 |
| 3.  | There's no business (like showbusiness) | 0:40 |

## Hitnoteringen
| Nederlandse Top 40: 26-05-1984 t/m 30-06-1984 | Nederlandse Top 40: 26-05-1984 t/m 30-06-1984 | Nederlandse Top 40: 26-05-1984 t/m 30-06-1984 | Nederlandse Top 40: 26-05-1984 t/m 30-06-1984 | Nederlandse Top 40: 26-05-1984 t/m 30-06-1984 | Nederlandse Top 40: 26-05-1984 t/m 30-06-1984 | Nederlandse Top 40: 26-05-1984 t/m 30-06-1984 | Nederlandse Top 40: 26-05-1984 t/m 30-06-1984 |
| Week:                                         | 1                                             | 2                                             | 3                                             | 4                                             | 5                                             | 6                                             |                                               |
| --------------------------------------------- | --------------------------------------------- | --------------------------------------------- | --------------------------------------------- | --------------------------------------------- | --------------------------------------------- | --------------------------------------------- | --------------------------------------------- |
| Positie                                       | 38                                            | 27                                            | 22                                            | 22                                            | 25                                            | 34                                            | uit                                           |

| Nederlandse Nationale Hitparade: 02-06-1984 t/m 07-07-1984 | Nederlandse Nationale Hitparade: 02-06-1984 t/m 07-07-1984 | Nederlandse Nationale Hitparade: 02-06-1984 t/m 07-07-1984 | Nederlandse Nationale Hitparade: 02-06-1984 t/m 07-07-1984 | Nederlandse Nationale Hitparade: 02-06-1984 t/m 07-07-1984 | Nederlandse Nationale Hitparade: 02-06-1984 t/m 07-07-1984 | Nederlandse Nationale Hitparade: 02-06-1984 t/m 07-07-1984 | Nederlandse Nationale Hitparade: 02-06-1984 t/m 07-07-1984 |
| Week:                                                      | 1                                                          | 2                                                          | 3                                                          | 4                                                          | 5                                                          | 6                                                          |                                                            |
| ---------------------------------------------------------- | ---------------------------------------------------------- | ---------------------------------------------------------- | ---------------------------------------------------------- | ---------------------------------------------------------- | ---------------------------------------------------------- | ---------------------------------------------------------- | ---------------------------------------------------------- |
| Positie:                                                   | 36                                                         | 18                                                         | 27                                                         | 30                                                         | 27                                                         | 44                                                         |                                                            |

| Vlaamse Top 30: 02-06-1984 t/m 23-06-1984 | Vlaamse Top 30: 02-06-1984 t/m 23-06-1984 | Vlaamse Top 30: 02-06-1984 t/m 23-06-1984 | Vlaamse Top 30: 02-06-1984 t/m 23-06-1984 | Vlaamse Top 30: 02-06-1984 t/m 23-06-1984 | Vlaamse Top 30: 02-06-1984 t/m 23-06-1984 |
| Week:                                     | 1                                         | 2                                         | 3                                         | 4                                         |                                           |
| ----------------------------------------- | ----------------------------------------- | ----------------------------------------- | ----------------------------------------- | ----------------------------------------- | ----------------------------------------- |
| Positie:                                  | 26                                        | 21                                        | 13                                        | 22                                        | uit                                       |